# كازوماسا ساساكي
كازوماسا ساساكي (باليابانية: 佐々木一正؛ بالكانا: ささき かずまさ) هو لاعب هوكي الجليد ياباني، ولد في 11 ديسمبر 1989 في هوكايدو في اليابان.

## وصلات خارجية
- كازوماسا ساساكي على موقع EliteProspects.com (الإنجليزية)